# Slätfallet
Slätfallet är en by i Hedesunda socken, Gävle kommun. Samlingsnamnet för byarna där Slätfallet finns är Bodarna. Närmaste grannby är Bastfallet. Byn är känd sedan år 1647.